# Winthemia analiselia
Winthemia analiselia là một loài ruồi trong họ Tachinidae.